# Abas Bahadur
Abas Bahadur (apareix també com Abbas Bahadur i Abha Bahadur) (+1386) fou un amir (general) de Tamerlà considerat un dels seus fidels personals.
El 1365 era cap d'un dels regiments de Tamerlà i fou enviat contra els mogols a la zona de Samarcanda. Es va perdre la disciplina i els soldats van veure en general mes del compte. La guàrdia avançada dels jats va trobar a diversos desertors que els van guiar a les posicions de Timur Khoja i Abas o Abha Bahadur que van oferir una lleu resistència i van fugir. Després d'una epidèmia que va afectar els cavalls mongols, l'avantguarda sota Abas Bahadur va avançar cap a Samarcanda seguida de la resta amb el mateix Tamerlà. Els jats aleshores, mancats de cavalls, van preferir fugir cap al desht (desert).
El 1365 per Timur era ja clar que la lluita entre Husayn i ell havia d'esclatar i va començar a preparar-se: Bahram Jalayir havia anat a assegurar la fidelitat del tuman de Jalayir a Khujend i per efectuar altres tasques (agafar a Amir Musa Taychi'ut i Ali Dervix Jalayir), acompanyat de dos fidels de Timur, Jaku Barles i Abas Bahadur. Quan aquests dos van tornar amb les forces desplaçades, van reforçar considerablement l'exèrcit timúrida. El 1367 Tamerlà el va enviar a agafar posicions a Makhan junt amb Saif al-Din Barles. Després de la presa de Balkh fou nomenat un dels tavachis (ajudes de camp).
El 1371 ou un dels comandants de l'expedició contra el rebel Kepek Timur, beg de l'horda de Timur. El 1377 Tamerlà va dirigir personalment una expedició al Mogolistan i fou un dels dos comandants de l'avantguarda (l'altra fou Ak Timur Bahadur) la qual va localitzar al kan Kamar al-Din a Bugh. El 1386 fou designat com a membre del govern de Transoxiana format per Sulayman Shah (fill de l'amir Daud), i l'amir Abas Bahadur, amb dos lloctinents. El 1387, encara absent Tamerlà, forces de Toktamish van atacar Transoxiana i Umar Xaikh, governador d'Andijan, els va anar a fer front: A Samarcanda, Sulayman Shah i Amir Abas Bahadur van reunir algunes tropes i van marxar a ajudar a Umar Shaikh deixant com a governadors a Samarcanda a l'amir Lal (germà de Taji Bugha Barles) i Shaikh Timur (germà d'Ak Timur Bahadur). Les forces dels dos amirs es van reunir amb Umar Xaikh, van creuar el Sihun i van anar a trobar a l'enemic a Juklik a uns 25 km a l'est d'Otrar. Alli es va lliurar una batalla que va durar tot el dia; Umar Xaikh va avançar i va quedar aïllat dins de les línies enemigues i només per sort va poder-ne sortir i retirar-se cap a Andijan; pel seu costat les forces timúrides foren derrotades i Abas va quedar ferit. Sulayman Shah, Abas Bahadur i altres van retornar a Samarcanda que van posar en estat de defensa; els habitants dels barris i de les poblacions properes foren portats a la ciutat, però els soldats del Kiptxak no anaven a conquerir ciutats sinó a saquejar, cosa que van fer per tota Transoxiana. Poc després Abas Bahadur va morir a Samarcanda de la ferida rebuda en la batalla de Juklik.